# Прапор Новофедорівки
Прапор Новофедорівки — офіційний символ селища Новофедорівки (Євпаторійський район АРК), затверджений рішенням Новофедорівської селищної ради від 26 березня 2010 року. Автор герба — О. І. Маскевич.

## Опис прапора
Прапор пересічено зправа, у першому червоному півполі Ікар із срібними крилами, у другому синьому — грецький корабель бірема.
Щит покладено на картуш і увінчано міською мурованою короною.

## Символіка
Ікар символізує мрію людини злетіти в небо і парити як птах. Ікар один з перших міфічних персонажів — людей, який піднявся в небо. Наявність зображення Ікара позначає значення селища в народженні й розвитку авіації. Червоний колір традиційно символізує хоробрість, мужність, любов, а також кров, пролиту в боротьбі. Права верхня частина герба символізує історію розвитку селища, пов'язану з військовим аеродромом.
Грецький корабель — бірема, використовувалася древніми еллінами в IV—V столітті д.н. е. Цей період часу пов'язаний з колонізацією кримського півострова давніми греками. Саме греки приносять до Криму античну цивілізацію. Стародавні греки були неперевершеними мореплавцями свого часу, безстрашними відкривачами нових земель. Зображення корабля символізує військово-морський флот. Бірема розташована на синьому тлі, що традиційно символізує великодушність, чесність, вірність і бездоганність — основний девіз військових моряків.
Два зображення символізує об'єднання авіації і військового флоту, відображає історію селища з другої половини XX століття, а саме базування палубної авіації на військовому аеродромі.